# Muhammad Zafrullah Khan
Al-Hajj Chaudri Sir Muhammad Zafrullah Khan, KCSI (Urdu محمد ضفر ﷲ خان DMG Muḥammad Ḍafr Allāh Ḫān; * 6. Februar 1893 in Sialkot, Britisch-Indien; † 1. September 1985 in Lahore) war der erste Außenminister Pakistans sowie später Präsident der UN-Generalversammlung und dann Präsident des Internationalen Gerichtshofes in Den Haag. Er trat am 16. September 1907 der Ahmadiyya Muslim Jamaat bei.

## Leben
Er studierte Jura am King’s College London (1911–1914) und war Professor am Law College in Lahore (1919–1924). 1926 wurde er zum Mitglied des Legislative Council von Punjab gewählt. An den der Unabhängigkeit Indiens vorausgehenden „Round Table Conferences“ in den Jahren 1930 bis 1932 nahm er teil. Von 1935 bis 1941 war er Mitglied des Exekutivrates des britischen Vizekönigs (im Ministerrang).
Sir Muhammad Zafrullah Khan vertrat Indien beim Völkerbund im Jahr 1939. Von September 1941 bis 1947 – bis zur Teilung des indischen Subkontinents – war er Richter am Obersten Gericht Indiens (Federal Court of India). Im Juli 1947, kurz vor der Teilung Indiens, legte er der „Radcliffe Grenzkommission“ den Standpunkt der Muslim-Liga zugunsten Pakistans dar und plädierte für eine gerechte Grenzziehung.
Von Dezember 1947 an vertrat Sir Muhammad Zafrullah Khan Pakistan bei den Vereinten Nationen. Zusammen mit Muhammad Ali Jinnah gehörte er zu den Gründungsvätern dieses neuen Staates. Von 1947 wirkte er sieben Jahre als erster Außenminister Pakistans bis zu seiner Wahl an den Internationalen Gerichtshof in Den Haag. Von 1958 bis 1961 war er Vizepräsident und von 1970 bis 1973 Präsident des Internationalen Gerichtshofs, an dem er außerdem in drei Fällen auch als Ad-hoc-Richter tätig war. 1962/63 war er Präsident der UN-Generalversammlung.

## Werke
- Judentum, Christentum und Islam. Frankfurt am Main: Verlag Der Islam, 1985. ISBN 3-921458-09-9.
- Grundsätze der islamischen Kultur. Frankfurt am Main: Verlag Der Islam, 1991. ISBN 3-921458-49-8.
- Islam und internationale Beziehungen. 2. Auflage. Frankfurt am Main: Verlag Der Islam, 1992. ISBN 3-921458-76-5.
- Islam und Menschenrechte (Memento vom 27. September 2007 im Internet Archive) (PDF; 295 kB) Verlag Der Islam, Frankfurt am Main 2004, ISBN 3-932244-10-9.
- Gardens of the Righteous: Riyadh As-Salihin of Imam Nawawi. Curzon Press; Islam International Publications, London 1975, ISBN 0-7007-0073-0.